# Día de los 6000 millones

Estimaciones del DESA (Department of Economic and Social Affairs) de Naciones Unidas para la población mundial entre 1950 y 2100

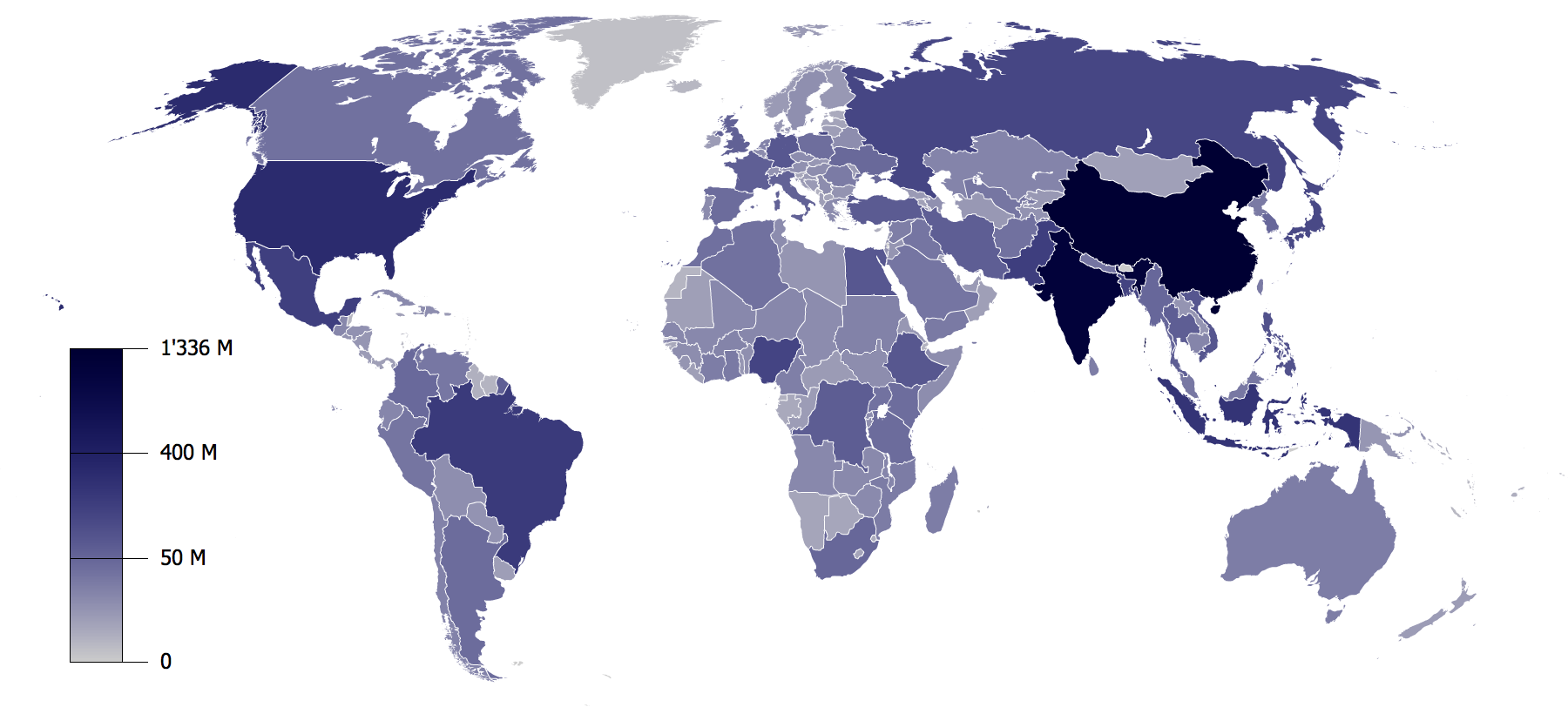
Mapa de países por población. La población mundial ha pasado de los casi 1000 millones en el año 1800 a 6000 millones en el año 1999.

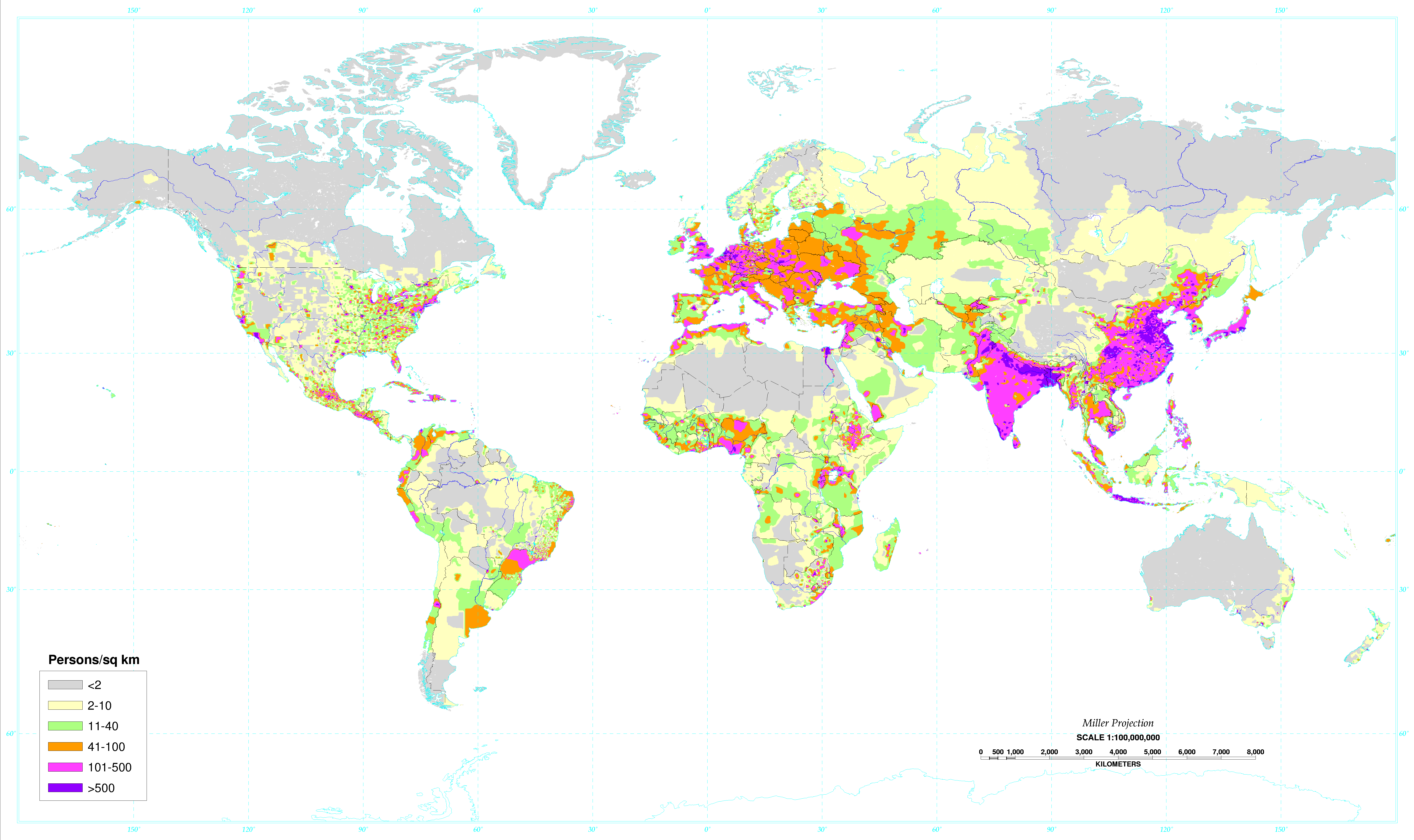
Mapa de la densidad de población mundial en 1994, cuando la población mundial era de unos 5400 millones.

El Fondo de Población de las Naciones Unidas nombró el 12 de octubre de 1999 el día aproximado en que la población mundial alcanzó 6000 millones tras el nacimiento de Adnan Nevic, el primer hijo de Fatima Helac y Jasminko Nević en Sarajevo, Bosnia. Fue designado oficialmente el día de los 6000 millones.
Los demógrafos no aceptan universalmente que esta fecha sea exacta. De hecho, se ha realizado una investigación posterior que estipula el día de los 6000 millones más cerca del 18 o 19 de junio de 1999. También, esta fuente calculó que el día aproximado cuando la población alcanzase 7000 millones sería a las 16:26:56 del 29 de noviembre de 2012, lo que finalmente fue un error de más de un año, ya que se obtuvo esta cifra el 30 de octubre de 2011.
Adnan Nević (nacido en Sarajevo, Bosnia, el 12 de octubre de 1999) fue elegido por las Naciones Unidas como la persona simbólica simultáneamente viva en la Tierra. Es el primer hijo de los musulmanes Fatima Helac y su marido Jasminko Nević. El niño nació pesando unos 3,5 kg en el hospital Koševo en la capital de Bosnia y Herzegovina. Había sido declarado por el Fondo de Población de las Naciones Unidas y le dio la bienvenida el secretario general de Naciones Unidas, Kofi Annan, como el niño 6000 millonésimo. Nació en el día nombrado dos minutos después de la medianoche.